# 修辞手法
修辞指语言使用者为了达到特定的交际目标，有意识地对语言进行调整。修辞对于语言的调整和修饰具体可以体现在语音、句法。学术上一般把修辞手法分为五大類。比喻等常见的修辞手法实际上都属于设格的一种。

## 種類列表
- 比喻（明喻、暗喻、借喻、略喻）
- 轉化 (修辭)（擬人、擬物、形象化）
- 反復（連續反復、間隔反復）
- 對比（兩體對比、一體兩面對比）
- 排比
- 設問
- 提問
- 反問
- 誇飾
- 對偶
- 層遞
- 雙聲
- 疊韻
- 映襯（正襯、反襯）
- 引用（明引、暗引）
- 反語
- 雙關
- 借代
- 頂真
- 飛白
- 通感
- 呼告
- 示現
- 互文
- 象徵
- 回文
- 婉曲
- 錯綜
- 轉品
- 倒反
- 鑲嵌
- 藏詞
- 感嘆
- 話用
- 並提
- 誇張

## 用语一览
(含别称、子类、未明定类）

暗喻、暗转、白描、逼语、比拟、比体、比兴、比喻、避复、避讳、避实、变焦、变文、变用、变语、辩言、别称、别解、并提、病辞、博喻、补喻、补正、藏词、层递、衬垫、衬跌、衬托、衬字、承转、舛互、存真、错会、错觉、错夸、错综、淡抹、倒反、倒文、倒喻、倒装、点化、点面、点染、迭音、迭现、迭映、叠现、叠映、叠字、顶释、顶真、顶针、断取、对比、对顶、对举、对偶、对喻、队仗、对仗、对照、顿跌、顿字、多饰、翻新、繁复、反衬、反讽、反复、反拟、反切、反情、反设、反饰、反跳、反问、反语、返射、仿词、仿化、仿句、仿拟、仿篇、仿体、仿语、飞白、分剖、分承、分说、愤语、讽喻、否定、否喻、负辞、复辞、复迭、复叠、复加、复合、复语、感叹、割裂、隔写、共用、故复、惯撞、归谬、诡谐、含糊、含蓄、号代、呵成、合叙、合说、合喻、呼告、呼应、呼喻、互体、互文、互喻、换称、换述、换算、换义、回避、回环、回文、会意、稽新、寄寓、寄托、计白、加释、夹杂、假悖、假对、兼言、简缩、降用、较物、接续、接喻、节缩、诘喻、界辞、借代、借喻、紧缩、进退、进喻、惊骇、精算、精细、警策、敬谦、绝语、谲辞、空设、夸喻、夸张、扩义、扩喻、类字、冷语、离合、连反、连及、连锁、连喻、连缀、联边、联用、联珠、炼字、两难、列锦、列叙、留白、矛盾、貌离、明喻、摹绘、摹状、拟人、拟物、拟喻、逆挽、拈比、拈连、拈嵌、拈喻、凝神、挪用、排比、排偶、旁敲、旁逸、陪衬、譬喻、偏义、偏语、撇语、频词、奇出、奇设、奇问、歧谬、歧疑、歧义、起兴、牵带、潜词、强推、巧错、巧代、巧缀、情化、穷举、曲解、曲说、曲指、趣释、绕口、润色、闪避、设彀、设式、设誓、设问、摄外、伸缩、深言、升华、省略、施受、示现、示姓、示属、似不通、释语、收启、数概、双关、双齐、顺口、算式、缩喻、叹问、特称、提顿、体变、跳脱、通感、同辞、同饰、同尾、同位、同义、同异、同语、同字、偷换、图示、婉曲、委婉、物候、析词、析数、析字、镶嵌、象征、谐谑、谐音、谐转、歇后、新典、形示、序换、续锦、悬念、旋造、延伸、衍名、移嫁、移接、移觉、移就、移情、移时、移形、移意、移用、移喻、疑离、异称、异类、异算、异形、异义、异语、抑扬、易代、易色、易字、引用、引喻、隐语、影响、映衬、用典、用歧、迂喻、语滞、喻代、约喻、杂混、择喻、增动、增零、增饰、折抵、折绕、正问、重叠、重间、重说、重言、周匝、转换、转类、转品、转文、指代、字代、自饰、自释